# انار شیرین ۳
انار شیرین ۳ یک منطقهٔ مسکونی در ایران است که در بخش جبالبارز واقع شده‌است. براساس سرشماری مرکز آمار ایران در سال ۱۳۹۵، انار شیرین ۳ ۴۲ نفر جمعیت دارد.